# آبویتیز
آبویتیز (انگلیسی: Aboitiz) شرکت سرمایه‌گذاری فیلیپینی است، که در سال ۱۹۸۹ تأسیس شد.